# Mapaï
Pour les articles homonymes, voir Mapai.
Ne doit pas être confondu avec Mapam.
Le Mapaï (en hébreu : מפא"י), acronyme pour Mifleget Poalei Eretz Yisrael (en hébreu : מפלגת פועלי ארץ ישראל), littéralement « Parti des travailleurs de la Terre d'Israël », est un ancien parti politique sioniste puis israélien de gauche et séculariste, le plus important dans la vie politique juive depuis sa création en 1930, dans la Palestine mandataire, jusqu'à sa fusion au sein du Parti travailliste en 1968, dans le cadre de l'État d'Israël.
Un de ses fondateurs et principaux dirigeants est David Ben Gourion, qui, le 14 mai 1948, proclame l'indépendance de l'État d'Israël.

## Histoire
Le parti fut fondé le 5 janvier 1930 par la fusion de l'Hapoel Hatzaïr fondé par Aharon David Gordon et l'Akhdut HaAvoda originale (fondée en 1919 par David Ben Gourion à partir de l'aile droite du Poale Zion, parti marxiste, socialiste et sioniste). Au début des années 1920, le mouvement sioniste social avait fondé le syndicat Histadrout, qui dominait l'économie et l'infrastructure de colonisation juives, ce qui conduisit par la suite le Mapaï à sa position dominante dans la politique sioniste. Il fut aussi responsable de la fondation du Hashomer et de la Haganah, les deux premiers groupes juifs armés pour la sécurité des personnes et des biens dans les nouvelles communautés juives. Au début des années 1930, David Ben Gourion avait pris le contrôle du parti, et était devenu de facto le chef de la communauté juive en Palestine mandataire (connue sous le nom de Yichouv).
Le parti fut membre de l'Internationale ouvrière socialiste entre 1930 et 1940.
En raison de son rôle dans la victoire et l'indépendance obtenue par Israël lors de la Guerre israélo-arabe de 1948-1949, le parti fut crédité d'un large soutien lors des premières élections législatives israéliennes en 1949, obtenant 35,7 % des suffrages (loin devant le Mapam, deuxième avec 14,7 % des suffrages) et 46 des 120 sièges de la Knesset. David Ben Gourion devint alors Premier ministre d'Israël et forma une coalition avec le Front religieux uni, le Parti progressiste, les Communautés séfarades et orientales et la Liste démocratique de Nazareth (parti arabe israélien associé au Mapaï).
Les élections législatives de 1951 virent un léger accroissement des suffrages en faveur du Mapaï (37,3 %, soit 47 sièges) en dépit de problèmes économiques. David Ben Gourion fut à nouveau chargé de former le gouvernement, avec le soutien du Mizrahi, de l'Hapoel Hamizrahi, de l'Agoudat Israel, des Travailleurs de l'Agoudat Israel, et des trois partis arabes israéliens associés au Mapaï, la Liste démocratique pour les Arabes israéliens, Progrès et Travail et Agriculture et Développement. Cependant, il choqua la nation en démissionnant le 6 décembre 1953 afin de s'établir dans le petit kibboutz Sde Boker dans le Néguev, et fut remplacé par Moshé Sharett.
Les élections législatives de 1955 virent le premier fléchissement dans le soutien au parti, qui ne recueillit que 32,2 % des suffrages (40 sièges), bien qu'ayant une marge importante par rapport au deuxième, le Hérout (12,6 %). David Ben Gourion redevint premier ministre, et forma une coalition avec le Front national religieux (qui devint par la suite le Parti national religieux), le Mapam, l'Akhdut HaAvoda et les trois partis arabes israéliens, la Liste démocratique pour les Arabes israéliens, Progrès et Travail et Agriculture et Développement. Le Parti progressiste se joignit à la coalition plus tard.
La tendance à la baisse s'inversa lors des élections législatives de 1959, le parti réalisant à cette occasion sa meilleure performance électorale avec 38,2 % des scrutins et 47 sièges. David Ben Gourion forma alors une coalition avec les mêmes partenaires que précédemment : Front national religieux (qui devint par la suite le Parti national religieux), le Mapam, l'Akhdut HaAvoda, le Parti progressiste et les trois partis arabes israéliens, Progrès et Travail, Coopération et Fraternité et Agriculture et Développement.
L'affaire Lavon qui fit chuter le gouvernement en 1961 contribua probablement à la performance relativement en deçà du parti lors des élections législatives la même année, soit 34,7 % des votes et 42 sièges à la Knesset. Bien que David Ben Gourion ait formé une coalition forte avec le Parti national religieux, l'Akhdut HaAvoda, les Travailleurs d'Agoudat Israel, Coopération et Fraternité et Progrès et Développement, deux évènements vont conduire à la réduction de la domination du Mapaï durant la 4e session de la Knesset.
Premièrement, David Ben Gourion démissionna de la direction du parti avançant des raisons personnelles, bien qu'il fût en réalité courroucé de ce qu'il percevait comme un manque de soutien de ses collègues. Il fonda un nouveau parti, le Rafi, entrainant avec lui plusieurs autres membres du Mapaï. Deuxièmement, les deux partis majeurs de l'opposition, le Hérout et le Parti libéral fusionnèrent pour créer le Gahal. Cela fit qu'à la fin de la session de la Knesset, le Mapaï ne possédait plus que 34 sièges, le Gahal en ayant 27.
La réponse du parti à cette force sans précédent présentée par l'opposition fut de chercher un soutien auprès des partis présentant des idéologies similaires. Il en résulta une alliance avec l'Akhdut HaAvoda pour donner naissance à l'Alignement pour les élections législatives de 1965. Le nouveau parti remporta 36,7 % des suffrages et obtint 45 sièges, et battit ainsi confortablement le Gahal (26 sièges). Le 23 janvier 1968, le Mapai, l'Akhdut HaAvoda et le Rafi fusionnèrent au sein du Parti travailliste israélien, et cessèrent d'exister en tant qu'entités indépendantes.

## Résultats électoraux

### Élections législatives
| Année d'élection | Chef de file      | Voix                    | %                       | Rang                    | Sièges   | Statut   | Gouvernement                                                                    |
| ---------------- | ----------------- | ----------------------- | ----------------------- | ----------------------- | -------- | -------- | ------------------------------------------------------------------------------- |
| 1949             | David Ben Gourion | 155 274                 | 35,7                    | 1er                     | 46 / 120 | Majorité | Ben Gourion I (1949-1950) et II (1950-1951)                                     |
| 1951             | David Ben Gourion | 256 456                 | 37,3                    | 1er                     | 45 / 120 | Majorité | Ben Gourion III (1951-1952) et IV (1952-1954), Sharett I (1954-1955), II (1955) |
| 1955             | David Ben Gourion | 274 735                 | 32,2                    | 1er                     | 40 / 120 | Majorité | Ben Gourion V (1955-1958) et VI (1958-1959)                                     |
| 1959             | David Ben Gourion | 370 585                 | 38,2                    | 1er                     | 47 / 120 | Majorité | Gouvernement                                                                    |
| 1961             | David Ben Gourion | 349 330                 | 34,7                    | 1er                     | 42 / 120 | Majorité | Gouvernement                                                                    |
| 1965             | Levi Eshkol       | Au sein de l’Alignement | Au sein de l’Alignement | Au sein de l’Alignement | 37 / 120 | Majorité | Gouvernement                                                                    |